# Ufana (meteoryt)
Ufana – meteoryt kamienny należący do chondrytów enstatytowych EL6, spadły 5 sierpnia 1957 w okolicach Arusha w Tanzanii. Spadek nastąpił około godziny 18.20 lokalnego czasu. Spadkowi towarzyszył widok bolidu oraz huk słyszalny w promieniu około 130 km. Z miejsca upadku pozyskano w sumie 189,2 g materii meteorytowej.